# Geometria analítica

El·lipse

Sistema de coordenades cartesianes de tres dimensions amb l'eix x apuntant cap a l'observador

La geometria analítica o geometria cartesiana és la part de les matemàtiques que fa ús de l'àlgebra per descriure i analitzar figures geomètriques.
La geometria analítica s'utilitza en física i enginyeria, i també en aviació, coets, ciència espacial i vol espacial. És la base de la majoria dels camps moderns de la geometria, incloent l'algebraica, la diferencial, la discreta i la computacional.
En el següent exemple tenim l'expressió:
{\displaystyle {\frac {x^{2}}{a^{2}}}+{\frac {y^{2}}{b^{2}}}=1}
que representa, en la geometria analítica plana, una el·lipse centrada en l'origen d'un sistema de coordenades cartesianes, que té el valor a com semieix major i el valor b com semieix menor. L'eix major és l'eix de les abscisses X.
En un sistema de coordenades cartesianes, un punt del pla queda determinat per dos nombres reals, que són l'abscissa i l'ordenada del punt. D'aquesta manera, a qualsevol punt del pla li corresponen sempre dos nombres reals ordenats (abscissa i ordenada) i, recíprocament, a un parell ordenat de nombres reals ordenats, correspon un únic punt del pla.
Conseqüentment, en el sistema cartesià s'estableix una correspondència biunívoca entre un concepte geomètric com és un punt del pla i un concepte algebraic com és un parell de nombres ordenat. Aquesta correspondència constitueix el fonament de la geometria analítica.
Els raonaments anteriors són tanmateix vàlids per un punt a l'espai i una terna ordenada de nombres.

## Història

### Antiga Grècia
El matemàtic grec Menecme va resoldre problemes i va demostrar teoremes utilitzant un mètode que s'assemblava molt a l'ús de coordenades i de vegades s'ha sostingut que va introduir la geometria analítica.
Apol·loni de Perge, a Διωρωσμένη Τομή (Secció determinada), tractava els problemes d'una manera que es pot anomenar geometria analítica d'una dimensió; amb la qüestió de trobar punts en una recta que estiguessin en una proporció amb les altres. Apol·loni a Coniquès va desenvolupar encara més un mètode tan semblant a la geometria analítica que de vegades el seu treball es pensava que havia anticipat l'obra de Descartes en uns 1800 anys. La seva aplicació de línies de referència, un diàmetre i una tangent no és essencialment diferent del nostre ús modern d'un marc de coordenades, on les distàncies mesurades al llarg del diàmetre des del punt de tangència són les abscisses i els segments paral·lels a la tangent i interceptats entre l'eix i la corba són les ordenades. Va desenvolupar encara més relacions entre les abscisses i les ordenades corresponents que són equivalents a equacions retòriques (expressades amb paraules) de corbes. Tanmateix, tot i que Apol·loni va estar a prop de desenvolupar la geometria analítica, no ho va aconseguir, ja que no va tenir en compte les magnituds negatives i en tots els casos el sistema de coordenades es va sobreposar a una corba donada a posteriori en comptes de  a priori. És a dir, les equacions estaven determinades per corbes, però les corbes no estaven determinades per equacions. Les coordenades, les variables i les equacions eren nocions subsidiàries aplicades a una situació geomètrica específica.

### Pèrsia
El matemàtic persa del segle xi Omar Khayyam va veure una forta relació entre la geometria i l'àlgebra i s'estava movent en la direcció correcta quan va ajudar a tancar la bretxa entre l' i l'àlgebra geomètrica amb la seva solució geomètrica de l'equació cúbica general, però el pas decisiu va arribar després amb Descartes. A Omar Khayyam se li atribueix la identificació dels fonaments de la geometria algebraica, i el seu llibre Tractat sobre la demostració de problemes d'àlgebra (1070), que va establir els principis de la geometria analítica, forma part del cos de les matemàtiques perses que finalment es va transmetre a Europa. A causa del seu enfocament geomètric exhaustiu de les equacions algebraiques, Khayyam es pot considerar un precursor de Descartes en la invenció de la geometria analítica.

### Europa Occidental
La geometria analítica va ser inventada independentment per René Descartes i Pierre de Fermat, tot i que de vegades se li concedeix l'únic crèdit a Descartes. Geometria cartesiana, el terme alternatiu utilitzat per a la geometria analítica, rep el nom per Descartes.
Descartes va fer un progrés significatiu amb els mètodes en un assaig titulat La Géométrie (La Geometria), un dels tres assajos (apèndixs) que l'acompanyen publicats el 1637 juntament amb el seu Discours de la méthode pour bien conduire sa raison, et chercher la vérité dans les sciences (Discurs del mètode per conduir bé la raó i cercar la veritat a les ciències), comunament denominat Discurs del mètode. La Géométrie, escrit en francès, i els seus principis filosòfics, van proporcionar una base per al càlcul a Europa. Inicialment el treball no va ser ben rebut, a causa, en part, de les nombroses llacunes en els arguments i les complicades equacions. Només després de la traducció al llatí i de l'addició de comentaris de van Schooten el 1649 (i posteriors treballs posteriors) l'obra mestra de Descartes va rebre el degut reconeixement.
Pierre de Fermat també va ser pioner en el desenvolupament de la geometria analítica. Encara que no es va publicar en vida, una forma manuscrita d'Ad locos planos et solidos isagoge (Introducció al pla i als llocs sòlids) circulava a París el 1637, just abans de la publicació del Discurs de Descartes. Clarament escrit i ben rebut, la Introducció també va establir les bases per a la geometria analítica. La diferència clau entre els tractaments de Fermat i de Descartes és una qüestió de punt de vista: Fermat sempre començava amb una equació algebraica i després descrivia la corba geomètrica que la satisfeia, mentre que Descartes va començar amb corbes geomètriques i va produir les seves equacions com una de les diverses propietats de les corbes. Com a conseqüència d'aquest enfocament, Descartes va haver de fer front a equacions més complicades i va haver de desenvolupar els mètodes per treballar amb equacions polinomials de grau superior. Va ser Leonhard Euler qui va aplicar per primer cop el mètode de coordenades en un estudi sistemàtic de les corbes i superfícies espacials.

## Coordenades

Il·lustració d'un pla de coordenades cartesianes. Quatre punts estan marcats i etiquetats amb les seves coordenades: (2,3) en verd, (−3,1) en vermell, (−1,5,−2,5) en blau i l'origen (0,0) en violeta.

En geometria analítica, al pla se li dóna un sistema de coordenades, pel qual cada punt té un parell de coordenades en nombres reals. De la mateixa manera, a l'espai euclidià se li donen coordenades on cada punt té tres coordenades. El valor de les coordenades depèn de l'elecció del punt d'origen inicial. S'utilitzen diversos sistemes de coordenades, però els més comuns són els següents:

### Coordenades cartesianes (en un pla o espai)
El sistema de coordenades més comú que s'utilitza és el sistema de coordenades cartesià, on cada punt té una coordenada x que representa la seva posició horitzontal, i una coordenada y que representa la seva posició vertical. Normalment s'escriuen com un parell ordenat {\displaystyle (x,y)}. Aquest sistema també es pot utilitzar per a la geometria tridimensional, on cada punt de l'espai euclidià està representat per un triple ordenat de coordenades {\displaystyle (x,y,z)}.

### Coordenades polars (en un pla)
En coordenades polars, cada punt del pla es representa per la seva distància r des de l'origen i el seu angle θ, amb θ normalment mesurat en sentit contrari a les agulles del rellotge des de l'eix x positiu. Amb aquesta notació, els punts s'escriuen normalment com un parell ordenat {\displaystyle (r,\theta )}. Es pot transformar d'anada i tornada entre coordenades cartesianes i polars bidimensionals utilitzant aquestes fórmules: {\displaystyle x=r\,\cos \theta ,\,y=r\,\sin \theta ;\,r={\sqrt {x^{2}+y^{2}}},\,\theta =\arctan(y/x).} Aquest sistema es pot generalitzar a l'espai tridimensional mitjançant l'ús de coordenades cilíndriques o esfèriques.

### Coordenades cilíndriques (en un espai)
En coordenades cilíndriques, cada punt de l'espai es representa per la seva alçada z, el seu radi r des de l'eix z i l'angle θ la seva projecció sobre el pla xy es refereix a l'eix horitzontal.

### Coordenades esfèriques (en un espai)
En coordenades esfèriques, cada punt de l'espai es representa per la seva distància ρ des de l'origen, l'angle θ la seva projecció sobre el pla xy es refereix a l'eix horitzontal, i l'angle φ que forma respecte a l'eix z. Els noms dels angles sovint s'inverteixen en física.

## Equacions i corbes
En geometria analítica, qualsevol equació que inclogui les coordenades especifica un subconjunt del pla, és a dir, el conjunt de solucions per a l'equació, o lloc geomètric. Per exemple, l'equació {\displaystyle y=x} correspon al conjunt de tots els punts del pla en què la coordenada x i la coordenada y són iguals. Aquests punts formen una recta, i es diu que {\displaystyle y=x} és l'equació d'aquesta recta. En general, les equacions lineals que impliquen x i y especifiquen línies, les equacions quadràtiques especifiquen les seccions còniques i les equacions més complicades descriuen figures més complicades.
Normalment, una sola equació correspon a una corba en el pla. No sempre és així: l'equació trivial {\displaystyle x=x} especifica tot el pla, i l'equació {\displaystyle x^{2}+y^{2}=0} només especifica el punt únic (0, 0). En tres dimensions, una sola equació normalment dóna una superfície, i una corba s'ha d'especificar com la intersecció de dues superfícies, o com a un sistema d'equacions paramètriques. L'equació {\displaystyle x^{2}+y^{2}=r^{2}} és l'equació de qualsevol cercle centrat a l'origen (0, 0) amb un radi de r.

### Línies i plans
Les rectes en un pla cartesià, o més generalment, en coordenades afins, es poden descriure algebraicament mitjançant equacions lineals. En dues dimensions, l'equació per a les línies no verticals es dóna sovint en la forma d'intercepció de pendent:
{\displaystyle y=mx+b}
on:
- m és el pendent o gradient de la línia.
- b és la intercepció en y de la línia.
- x és la variable independent de la funció {\displaystyle y=f(x)}.

D'una manera anàloga a com es descriuen les línies en un espai bidimensional utilitzant una forma de pendent de punt per a les seves equacions, els plans d'un espai tridimensional tenen una descripció natural utilitzant un punt en el pla i un vector ortogonal a aquest (el vector normal) per indicar la seva "inclinació".
Concretament, sigui {\displaystyle \mathbf {r} _{0}} el vector de posició d'algun punt {\displaystyle P_{0}=(x_{0},y_{0},z_{0})}, i sigui {\displaystyle \mathbf {n} =(a,b,c)} un vector diferent de zero, el pla determinat per aquest punt i vector consta d'aquests punts {\displaystyle P}, amb el vector de posició {\displaystyle \mathbf {r} }, de manera que el vector extret de {\displaystyle P_{0}} a {\displaystyle P} és perpendicular a {\displaystyle \mathbf {n} }. Recordant que dos vectors són perpendiculars si i només si el seu producte escalat és zero, es dedueix que el pla desitjat es pot descriure com el conjunt de tots els punts {\displaystyle \mathbf {r} } de manera que
{\displaystyle \mathbf {n} \cdot (\mathbf {r} -\mathbf {r} _{0})=0.}
(El punt aquí significa un producte puntual, no una multiplicació escalar.)
Ampliat això esdevé
{\displaystyle a(x-x_{0})+b(y-y_{0})+c(z-z_{0})=0,}
que és la forma punt-normal de l'equació d'un pla. Això és només una equació lineal:
{\displaystyle ax+by+cz+d=0,{\text{ on }}d=-(ax_{0}+by_{0}+cz_{0}).}
Per contra, es demostra fàcilment que si a, b, c i d són constants i a, b i c  no són tots zero, llavors la gràfica de l'equació
{\displaystyle ax+by+cz+d=0,}
és un pla que té el vector {\displaystyle \mathbf {n} =(a,b,c)} com a normal. Aquesta equació familiar per a un pla s'anomena forma general de l'equació del pla.
En tres dimensions, les línies no es poden descriure mitjançant una única equació lineal, de manera que sovint es descriuen mitjançant equacions paramètriques:
{\displaystyle x=x_{0}+at}
{\displaystyle y=y_{0}+bt}
{\displaystyle z=z_{0}+ct}
on:
- x, y i z són totes funcions de la variable independent t que oscil·la sobre els nombres reals.
- {\displaystyle (x_{0},y_{0},z_{0})} és qualsevol punt de la línia.
- a, b i c estan relacionats amb el pendent de la recta, de manera que el vector {\displaystyle (a,b,c)} és paral·lel a la recta.

### Secció cònica

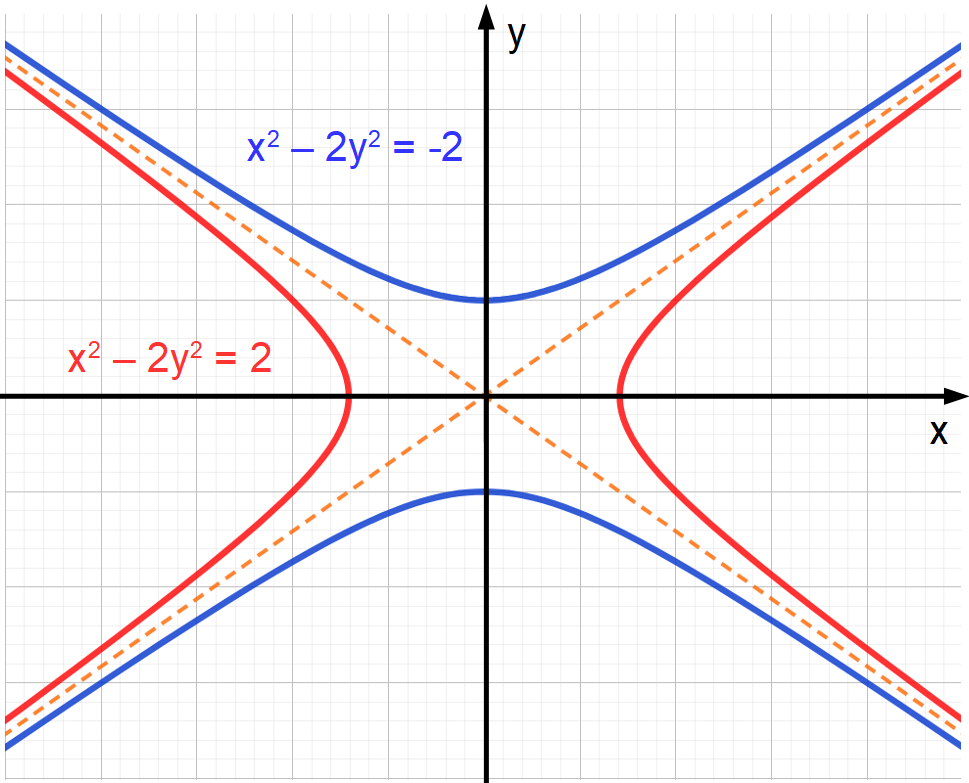
Una hipèrbola i la seva hipèrbola conjugada

En el sistema de coordenades cartesià, la gràfica d'una equació quadràtica en dues variables és sempre una secció cònica, encara que pot ser degenerada, i totes les seccions còniques sorgeixen d'aquesta manera. L'equació serà de la forma
{\displaystyle Ax^{2}+Bxy+Cy^{2}+Dx+Ey+F=0{\text{ amb }}A,B,C{\text{ no tot zero.}}}
Com que l'escala de les sis constants produeix el mateix lloc geogràfic de zeros, es poden considerar les còniques com a punts de l'espai projectiu de cinc dimensions {\displaystyle \mathbf {P} ^{5}.}
Les seccions còniques descrites per aquesta equació es poden classificar utilitzant el discriminant
{\displaystyle B^{2}-4AC.}
Si la cònica no és degenerada, aleshores:
- si {\displaystyle B^{2}-4AC<0}, l'equació representa una el·lipse;
  - si {\displaystyle A=C} i {\displaystyle B=0}, l'equació representa un cercle, que és un cas especial d'el·lipse;
- si {\displaystyle B^{2}-4AC=0}, l'equació representa una paràbola;
- si {\displaystyle B^{2}-4AC>0}, l'equació representa una hipèrbola;
  - si també tenim {\displaystyle A+C=0}, l'equació representa una hipèrbola rectangular.

### Superfícies quadríques
Una quàdrica, o superfície quàdrica, és una superfície bidimensional en un espai tridimensional definida com el lloc de zeros d'un polinomi quadrat. En les coordenades {\displaystyle x_{1},x_{2},x_{3}}, la quàdrica general es defineix per l'equació algebraica
{\displaystyle \sum _{i,j=1}^{3}x_{i}Q_{ij}x_{j}+\sum _{i=1}^{3}P_{i}x_{i}+R=0.}
Les superfícies quàdriques inclouen el·lipsoides (incloent l'esfera), paraboloides, hiperboloides, cilindres, cons , i plans.

## Distància i angles

La fórmula de la distància al pla segueix el teorema de Pitàgores.

En geometria analítica, nocions geomètriques com ara la mesura de la distància i l'angle es defineixen mitjançant fórmules. Aquestes definicions estan dissenyades per ser coherents amb la geometria euclidiana subjacent. Per exemple, utilitzant coordenades cartesianes al pla, la distància entre dos punts {\displaystyle (x_{1},y_{1})} i {\displaystyle (x_{2},y_{2})} es defineix per la fórmula
{\displaystyle d={\sqrt {(x_{2}-x_{1})^{2}+(y_{2}-y_{1})^{2}}},}
que es pot veure com una versió del teorema de Pitàgores. De la mateixa manera, l'angle que forma una línia amb l'horitzontal es pot definir mitjançant la fórmula
{\displaystyle \theta =\arctan(m),}
on m és el pendent de la línia.
En tres dimensions, la distància ve donada per la generalització del teorema de Pitàgores:
{\displaystyle d={\sqrt {(x_{2}-x_{1})^{2}+(y_{2}-y_{1})^{2}+(z_{2}-z_{1})^{2}}},}
mentre que l'angle entre dos vectors ve donat pel producte escalar. El producte escalar de dos vectors euclidians A i B es defineix per
{\displaystyle \mathbf {A} \cdot \mathbf {B} {\stackrel {\mathrm {def} }{=}}\left\|\mathbf {A} \right\|\left\|\mathbf {B} \right\|\cos \theta ,}
on θ és l'angle entre A i B.